# Wereldkampioenschap X-trial 2015

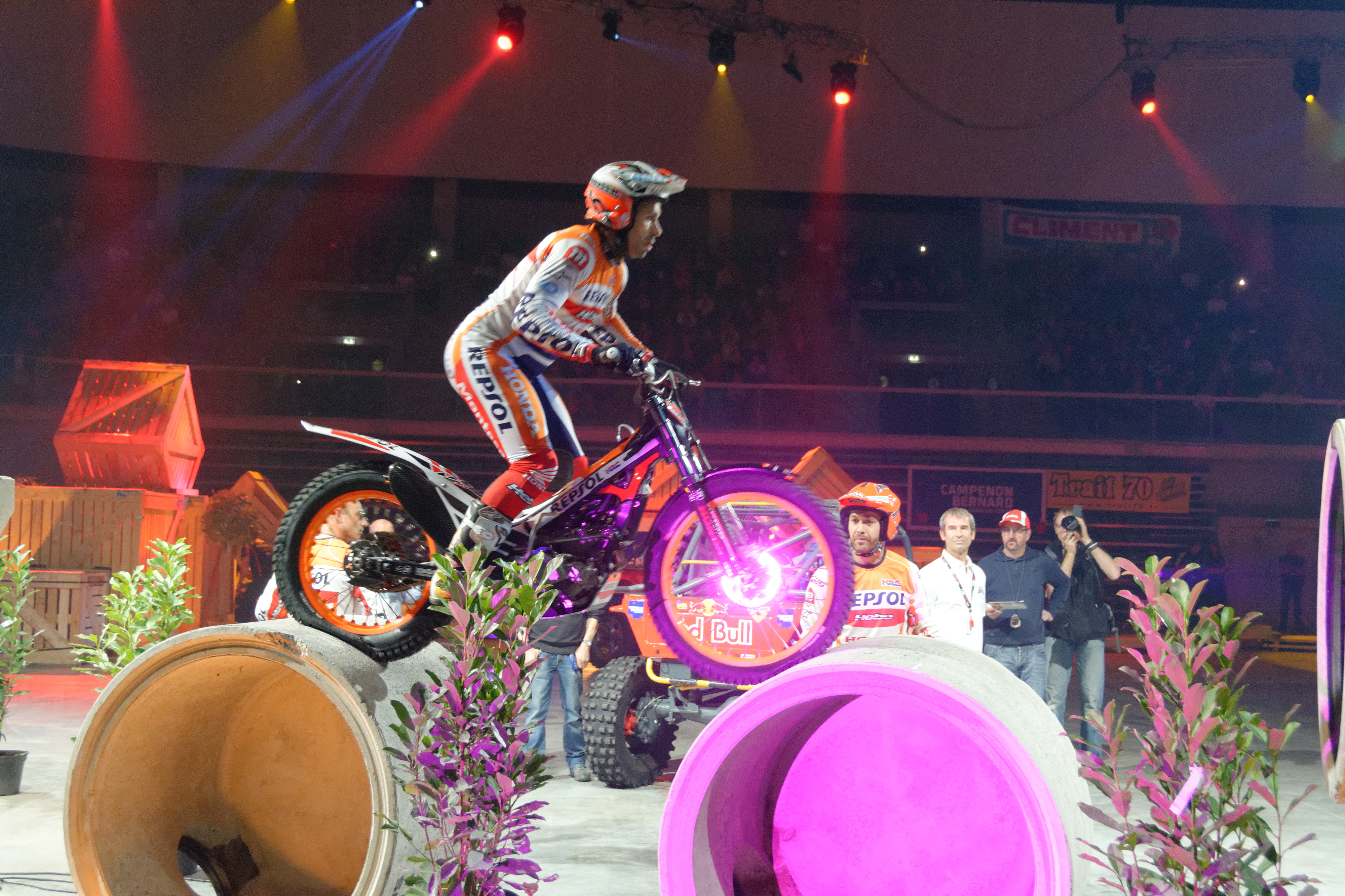
Negenvoudigvoudig wereldkampioen Toni Bou

Het FIM Wereldkampioenschap X-trial 2015 werd tussen 3 januari en 20 maart van dat jaar gereden.
De rijders kwamen in 6 wedstrijden uit: in Groot-Brittannië, tweemaal in Frankrijk, tweemaal in Spanje en in Oostenrijk. De Spanjaard Toni Bou (HRC Montesa) won vier van de zes wedstrijden en behaalde eenmaal de tweede, en eenmaal de derde plaats, waarmee hij zijn titel voor de achtste keer prolongeerde. Zijn landgenoten Adam Raga (GasGas), Albert Cabestany (Sherco) en Jeroni Fajardo (Beta) legden beslag op alle overige podiumplaatsen, waarmee alle podiumplaatsen van alle wedstrijden door Spanjaarden werden ingenomen.

## Eindklassement
| Nr. | Naam                      | Sheffield | Marseille | Pau | Barcelona | Wenen | Oviedo | Totaal |
| --- | ------------------------- | --------- | --------- | --- | --------- | ----- | ------ | ------ |
| 1   | Toni Bou (Montesa)        | 20        | 20        | 15  | 20        | 20    | 12     | 107    |
| 2   | Adam Raga (GasGas)        | 12        | 15        | 20  | 15        | 12    | 15     | 89     |
| 3   | Albert Cabestany (Sherco) | 15        | 12        | 9   | 12        | 9     | 20     | 77     |
| 4   | Jeroni Fajardo (Beta)     | 9         | 9         | 12  | 9         | 15    | 9      | 63     |
| 5   | Alexandre Ferrer (Sherco) | 6         | 6         | 6   | 2         | 4     | 6      | 30     |
| 6   | James Dabill (Vertigo)    | 4         | 2         | 2   | 4         | 6     | 2      | 20     |
| 7   | Eddie Karlsson (Montesa)  | 1         | 1         | 1   | 6         | 2     | 4      | 15     |
| 8   | Loris Gubian (GasGas)     | -         | 4         | 4   | -         | -     | -      | 8      |
| 9   | Michael Brown (GasGas)    | 2         | -         | -   | -         | -     | -      | 2      |
| 10  | Jaime Busto (Montesa)     | -         | -         | -   | 1         | -     | 1      | 2      |
| 11  | Franz Kadlec (Beta)       | -         | -         | -   | -         | 1     | -      | 1      |